# Девлин, Арт
Артур Макартур Девлин (англ. Arthur McArthur Devlin, 16 октября 1879, Вашингтон, округ Колумбия — 18 сентября 1948, Джерси-Сити, Нью-Джерси) — американский спортсмен, бейсболист. Тренер по американскому футболу, бейсболу и баскетболу. Играл на позиции игрока третьей базы. Выступал в Главной лиге бейсбола с 1904 по 1913 год. Победитель Мировой серии 1905 года в составе «Нью-Йорк Джайентс».

## Биография
Артур родился 16 октября 1879 года в Вашингтоне в семье ирландского эмигранта Эдварда Девлина. Там же прошло его детство. В сентябре 1899 года он поступил в Джорджтаунский университет. За студенческую бейсбольную команду Девлин играл на первой базе, в футбольной команде он выходил в роли фуллбека. Историк футбола Моррис Билл называл его лучшим игроком этого амплуа за всю историю университета. Учёбу он бросил в 1901 году, решив сконцентрироваться на спортивной карьере. В 1902 и 1903 годах Девлин был главным тренером футбольной команды колледжа сельского хозяйства и механических искусств Северной Каролины. При нём команда одержала семь побед при восьми поражениях и двух ничьих.

### Главная лига бейсбола
В 1903 году Девлин провёл сезон в команде Восточной лиги из Ньюарка. Играя на третьей базе он отбивал с показателем 28,7 %, украл 51 базу и привлёк внимание главного тренера клуба «Нью-Йорк Джайентс» Джона Макгро. В 1904 году он присоединился к «Джайентс», где получил от партнёров не слишком лестное прозвище «Мальчик из колледжа». В Главной лиге бейсбола он дебютировал 14 апреля, заменив на третьей базе травмированного Роджера Бреснахена. Через несколько дней, 22 апреля, Девлин провёл один из лучших матчей в своей карьере, выбив четыре хита в пяти выходах на биту, включая гранд-слэм-хоум-ран. В дебютном сезоне он хорошо проявил себя и вместе с командой стал победителем Национальной лиги. На второй год Девлин отбивал хуже, но с 59 украденными базами разделил первое место в лиге с игроком «Чикаго Кабс» Билли Малони. Это был единственный в его карьере раз, когда он стал лучшим в какой-либо атакующей статистической категории. В 1905 году «Джайентс» снова выиграли регулярный чемпионат, а в Мировой серии взяли верх над «Филадельфией Атлетикс» со счётом 4:1. В играх финала Девлин отбивал с показателем 25,0 % и набрал один ран.
Сезон 1906 года стал лучшим в карьере Девлина. Он отбивал с эффективностью 29,9 %, набрал 65 ранов, украл 54 базы и заработал рекордные для себя 74 уока. В ноябре того же года он женился на Илме Уилк, дочери вице-президента чикагской Union Trust Company. В последующие годы команда, как и сам Девлин, выступала нестабильно. Игроков критиковали в прессе, газета The New York Globe писала, что бейсболисты тратят деньги раньше, чем их зарабатывают. В составе «Джайентс» Девлин играл до 1911 года. По ходу последнего сезона он играл на различных позициях в инфилде, приняв участие в 95 матчах. Из-за проблем с ногами место основного игрока третьей базы перешло к Баку Херцогу. Команда в 1911 году выиграла Национальную лигу и вышла в Мировую серию, но Девлин в этих матчах участия не принимал. В декабре того же года он развёлся. После завершения сезона его обменяли в «Бостон Брэйвз», в составе которых он провёл следующие два года.
В 1914 году Девлин возглавлял команду «Окленд Оукс», занявшую последнее место в Лиге Тихоокеанского побережья. С 1915 по 1918 год он был играющим тренером ряда команд младших лиг, не добившись с ними заметных успехов.

### После завершения игровой карьеры
Закончив играть, Девлин начал тренерскую карьеру. С 1919 по 1935 год он работал в «Джайентс», «Брэйвз» и «Питтсбург Пайрэтс». В годы Второй мировой войны он был сотрудником вашингтонской фирмы, занимавшейся жилищным кредитованием. Также Девлин был одним из руководителей полупрофессиональной бейсбольной лиги в Нью-Джерси. В последние годы жизни он, вместе с бывшим бейсболистом Дэнни Мерфи, работал в больнице в округе Хадсон.
Арт Девлин скончался 18 сентября 1948 года в возрасте 68 лет, всего на месяц пережив свою вторую жену Гертруду Гриффин. Он похоронен на кладбище Конгресса в Вашингтоне.